# Yamayoshi Toyomori
Yamayoshi Toyomori (山吉 豊守?; 1541 – 1577) è stato un hatamoto che servì il Uesugi Kenshin.
Toyomori negoziò un trattato di pace con il clan Hōjō nel 1570, giusto un anno dopo che divenne un hatamoto. Quando Kenshin combatteva altrove per il clan Uesugi, affidava la difesa del castello di Kasugayama a Toyomori.
Morì per malattia nel 1577.